# Sideritis pullulans
Sideritis pullulans là một loài thực vật có hoa trong họ Hoa môi. Loài này được Vent. miêu tả khoa học đầu tiên năm 1803.